# (23473) Voss
(23473) Voss est un astéroïde de la ceinture principale.

## Description
(23473) Voss est un astéroïde de la ceinture principale. Il fut découvert le 11 octobre 1990 à Tautenburg par Freimut Börngen et Lutz Dieter Schmadel. Il présente une orbite caractérisée par un demi-grand axe de 2,68 UA, une excentricité de 0,20 et une inclinaison de 2,9° par rapport à l'écliptique.